# Deutsche Fußballmeisterschaft 1945/46
Die deutsche Fußballmeisterschaft wurde 1945/46 nicht ausgespielt. Trotzdem startete in den vier Besatzungszonen bereits der Spielbetrieb und es wurden zum Teil Zonenmeisterschaften ausgespielt.

## Geschichte
Nach dem Ende des Weltkrieges begann auch für den Fußball in Deutschland die Stunde null. Deutschland war nun in vier Besatzungszonen, eine amerikanische, eine britische, eine französische und eine sowjetische, aufgeteilt; dazu kam Berlin mit seinem Viermächtestatus. Diese politische Organisation Deutschlands bildete auch den Rahmen für den Neuanfang im deutschen Fußballsport. Dieser verlief in den einzelnen Besatzungszonen sehr unterschiedlich, je nachdem, welche Rolle die jeweiligen Besatzungsmächte dem Sport bzw. dem Fußball bei der „Umerziehung“ der Bevölkerung zudachten. Während Amerikaner und Franzosen dem Neuanfang eher positiv gegenüberstanden, sahen die Briten und insbesondere die Sowjets in den Fußballvereinen eher einen Hort alter Gesinnung; dementsprechend unterschiedlich verlief dieser.
Alle Sportverbände und -vereine in Deutschland wurden im Mai 1945 durch Beschluss des Alliierten Kontrollrats verboten, Sport treiben war zunächst nur in kommunalen Sportgruppen erlaubt. Nach der Wiederzulassung von Vereinen war zunächst nur die Anmeldung neuer Vereine möglich; Traditionsvereine mussten meist viel Geduld aufbringen, bis sie unter ihrem alten Namen wieder zugelassen wurden. Viele Vereine spielten daher zunächst unter anderem Namen. Manche Vereine behielten die Namensänderung dann bei, andere kehrten später zum alten Vereinsnamen zurück.

### Amerikanische Zone
Besonders fortschrittlich war man in der amerikanischen Besatzungszone, wo man sogleich – mit Ausnahme Bremens – eine zonenweite Liga, die Oberliga Süd, ins Leben rief. Diese Liga war nicht nur vom Einzugsgebiet her die bisher größte Liga des deutschen Fußballs, auch ging die Ligastärke von 16 Vereinen deutlich über das bis dahin in Deutschland übliche Maß von in der Regel 10 bis 12 Teams hinaus. Es grenzt an ein Wunder, dass die Liga angesichts der schwierigen Verhältnisse der unmittelbaren Nachkriegszeit ihr Spielprogramm vollständig über die Bühne bringen konnte. Der erste Meister dieser Liga und damit auch der erste amerikanische Zonenmeister wurde der VfB Stuttgart knapp vor dem 1. FC Nürnberg. Da die Amerikaner den Kontrollratsbeschluss von 1945 nur halbherzig umsetzten, kam es hier auch sehr schnell zur Reaktivierung der Traditionsvereine.

### Französische Zone
Auch in der französischen Zone wurde bereits in der ersten Nachkriegssaison eine Oberliga eingeführt, die allerdings entsprechend dem geographischen Zuschnitt der Zone in zwei Staffeln spielte, eine Staffel Nord für den Bereich Saarland/Rheinland-Pfalz und eine Staffel Süd für den Bereich Südbaden/Südwürttemberg-Hohenzollern. Allerdings lag die Ligenstärke mit sieben bis zehn Teams im Rahmen des bisher Üblichen; zudem spielte die Staffel Süd in zwei Gruppen und Württemberg-Hohenzollern war in dieser Saison sportlich noch nicht eingebunden. Der Zonenmeister wurde in zwei Finalspielen der beiden Staffelsieger ermittelt und hieß 1. FC Saarbrücken, der damit nahtlos an seine Erfolge in den letzten Kriegsjahren unter dem Namen FV Saarbrücken anknüpfen konnte.

### Britische Zone
Ganz anders sah die Situation in der britischen Zone aus. Hier gestaltete sich die Neuorganisation des Fußballs erheblich schwieriger. Auch in Abhängigkeit von den Ansichten der jeweils zuständigen Kommandanten konnte sich hier ein Ligaspielbetrieb zumeist nur auf Lokal- oder seltener auf Bezirksebene etablieren. In Westdeutschland konnten nach einigen Schwierigkeiten immerhin mit der SG Düren 99 und Rot-Weiß Oberhausen Meister für die Bezirke Mittelrhein und Niederrhein gekürt werden und in Westfalen kam es sogar zur Einrichtung einer zweistaffeligen Bezirksliga, deren Staffelsieger FC Schalke 04 und SpVgg Erkenschwick jedoch kein Endspiel um die Bezirksmeisterschaft austrugen. In Norddeutschland wurde in der Regel nur auf lokaler Ebene ermittelt. Stadtmeisterschaften gab es in Osnabrück, Bremen und Hamburg mit den Meistern TuS Haste, Werder Bremen und Hamburger SV, einen etwas größeren Einzugsbereich hatte die Oberliga Niedersachsen Süd, die mit 10 Vereinen spielte und den TSV Braunschweig (kurzzeitiger Name von Eintracht Braunschweig) als Meister sah. Teutonia Uelzen wurde Meister im Ost-Hannoverschen. In Schleswig-Holstein gab es ebenfalls nur Meisterschaften in kleineren Bezirken. Im Bezirk Nord setzte sich dabei der ATSV Flensburg (1973 fusioniert zum heute am Handball-Bundesligisten SG Flensburg-Handewitt beteiligten TSB Flensburg) durch, im Bezirk Süd der VfB Lübeck; im Bezirk Ost A wurde der Eckernförder SV (vor Holstein Kiel), im Bezirk Ost B FC Kilia Kiel als Meister ermittelt. Wie schwer der Umgang mit den Besatzungsbehörden war, zeigt sich an dem Versuch der norddeutschen Vereine, eine norddeutsche Meisterschaft auszutragen: Sie wurde von den Briten verboten und musste im Viertelfinale abgebrochen werden.

### Sowjetische Zone
Zu keinem geregelten Spielbetrieb kam es in der sowjetischen Zone. Ein Ligaspielbetrieb wurde nicht erlaubt. Erst ab der Saison 1946/47 begann auch in der sowjetischen Zone der fußballerische Neuanfang. Der Kontrollratsbeschluss wurde besonders konsequent umgesetzt, weshalb viele historische Namen ganz verschwanden, nur einige wenige erfuhren nach 1989 eine Wiederbelebung.

### Berlin
Etwas anders verlief die Situation in Berlin mit seinem Viermächtestatus. Die 67 Mannschaften aus dem Berliner Stadtgebiet wurden im Herbst 1945 zunächst in vier geographisch getrennte Gruppen eingeteilt. Die Gruppensieger sollten anschließend den Berliner Fußballmeister ermitteln. Die Aufteilung rein nach geografischer Lage (statt nach sportlicher Stärke) führte jedoch zu sehr vielen einseitigen Spielpaarungen. Deshalb wurde im Dezember 1945 der Spielbetrieb neu gestartet. Lediglich die besten 36 der bis dahin 67 teilnehmenden Spielgemeinschaften wurden erneut in vier Gruppen aufgeteilt, dieses Mal nach sportlicher Stärke, so dass sich die einzelnen Gruppen jetzt über das gesamte Stadtgebiet erstreckten. Die vier Staffelsieger spielten dann in einer Endrunde den Berliner Stadtmeister aus. Erster Nachkriegsmeister wurde die SG Wilmersdorf. In Berlin war für mehrere Jahre Sport nur in den kommunalen Sportgruppen möglich. Erst ab 1949 wurden Traditionsvereine sporadisch wieder zugelassen, ab 1950 blieb diese Entwicklung auf West-Berlin beschränkt.